# Palatul Poștei din Cluj
Palatul Poștei din Cluj (în maghiară Kolozsvári Postapalota) a fost dat în folosință în anul 1891. Clădirea a fost construită pe strada Podului (în prezent Strada Regele Ferdinand) după planul arhitectului Rezső Vilmos Ray⁠(hu)[traduceți] din Budapesta.